# Eilema sandakana
Eilema sandakana är en fjärilsart som beskrevs av Max Wilhelm Karl Draudt 1914. Eilema sandakana ingår i släktet Eilema och familjen björnspinnare. Inga underarter finns listade i Catalogue of Life.